# El último comunista
El último comunista (en malayo: Lelaki Komunis Terakhir) es una película malaya del 2006 descrita por su propio director, Amir Muhammad, como un "documental semi musical". Es un documental sobre el líder del disuelto Partido Comunista Malayo, Chin Peng, y la Guerra de Malasia (1948-1960) murieron más de 10,000 personas entre tropas malayas, británicas y civiles. El film fue prohibido por el Ministerio de Asuntos Internos de Malasia.
El documental contiene entrevistas a personas de los pueblos donde vivió Peng desde su nacimiento hasta la independencia del país, musicalizadas con canciones extraídas de cintas propagandísticas. Fue estrenado en el Festival de Cine de Berlín de 2006. También fue exhibida en el Festival Internacional de Cine de Seattle, el Festival de Cine de Londres, y los festivales internacionales de cine de Singapur y Hong Kong.